# 800
800（八百、はっぴゃく、やお）は自然数、また整数において、799の次で801の前の数である。

## 性質
- 800は合成数であり、約数は 1, 2, 4, 5, 8, 10, 16, 20, 25, 32, 40, 50, 80, 100, 160, 200, 400, 800 である。
  - 約数の和は1953。
    - 195番目の過剰数である。1つ前は798、次は804。
    - 約数の和が奇数になる48番目の数である。1つ前は784、次は841。

  - 約数を18個もつ13番目の数である。1つ前は768、次は828。
- 1/800 = 0.00125
  - 割合にすると0.125%。
  - 逆数が有限小数になる27番目の数である。1つ前は640、次は1000。(オンライン整数列大辞典の数列 A003592)
- 182番目のハーシャッド数である。1つ前は792、次は801。
  - 8を基とする7番目のハーシャッド数である。1つ前は512、次は1016。
- 800 = 23 + 43 + 63 + 83
  - 4連続偶数の立方和で表せる数である。1つ前は288、ただし自然数の範囲では最小、次は1792。
  - n = 2 のときの n3 + (n + 2)3 + (n + 4)3 + (n + 6)3 の値とみたとき1つ前は496、次は1224。
  - 4つの正の数の立方数の和で表せる223番目の数である。1つ前は795、次は802。(オンライン整数列大辞典の数列 A003327)
  - 異なる正の数の4つの立方数の和1通りで表せる51番目の数である。1つ前は793、次は802。(オンライン整数列大辞典の数列 A025408)
  - 800 = 03 + 23 + 43 + 63 + 83
    - 5連続偶数の立方和で表せる数である。1つ前は280、ただし負の数を除くと最小、次は1800。
    - n = 0 のときの n3 + (n + 2)3 + (n + 4)3 + (n + 6)3 + (n + 8)3 の値とみたとき1つ前は495、ただし整数の範囲では最小、次は1225。

  - 自然数の偶数の立方和とみたとき1つ前は288、次は1800。
- 約数の和が800になる数は2個ある。(513, 597) 約数の和2個で表せる53番目の数である。1つ前は784、次は828。
- 各位の和が8になる45番目の数である。1つ前は710、次は1007。
- 800 = 25 × 52
  - 2つの異なる素因数の積で p5 × q2 の形で表せる2番目の数である。1つ前は288、次は972。(オンライン整数列大辞典の数列 A179646)
    - 10番目のアキレス数である。1つ前は675、次は864。

  - n = 5 のときの 2n × n2 の値とみたとき1つ前は256、次は2304。(オンライン整数列大辞典の数列 A007758)
  - 800 = 2 × 202
    - n = 20 のときの 2n2 の値とみたとき1つ前は722、次は882。(オンライン整数列大辞典の数列 A001105)

  - 800 = 8 × 102
    - n = 10 のときの 8n2 の値とみたとき1つ前は648、次は968。(オンライン整数列大辞典の数列 A139098)
    - n = 8 のときの 100n の値とみたとき1つ前は700、次は900。(オンライン整数列大辞典の数列 A044332)
- 800 = 71 + 82 + 93 = (9 − 1) × (9 + 1)2 = 93 + 92 − 9 − 1
  - n = 9 のときの n3 + (n − 1)2 + (n − 2) の値とみたとき1つ前は567、次は1089。(オンライン整数列大辞典の数列 A152619)
- 800 = 42 + 282 = 202 + 202
  - 異なる2つの平方数の和で表せる236番目の数である。1つ前は797、次は801。(オンライン整数列大辞典の数列 A004431)
  - 2つの平方数の和2通りで表せる53番目の数である。1つ前は793、次は820。
- 800 = 122 + 162 + 202
  - 3つの平方数の和1通りで表せる126番目の数である。1つ前は793、次は808。(オンライン整数列大辞典の数列 A025321)
  - 異なる3つの平方数の和1通りで表せる154番目の数である。1つ前は793、次は808。(オンライン整数列大辞典の数列 A025339)
- n = 800 のとき n と n + 1 を並べた数を作ると素数になる。n と n + 1 を並べた数が素数になる96番目の数である。1つ前は798、次は806。(オンライン整数列大辞典の数列 A030457)
- 800 = 302 − 100
  - n = 30 のときの n2 − 100 の値とみたとき1つ前は741、次は861。(オンライン整数列大辞典の数列 A120071)

## その他 800 に関すること
- 800の接頭辞：octingenti（ラテン語）
- 日本語では数がとても多いことを表す比喩として用いられる。
  - 八百屋（やおや） - ただし、青屋（あおや）の転との説もある。
  - 八百長（やおちょう）
  - 八百万（やおよろず）
  - 嘘八百（うそはっぴゃく）
    - ウソ800 - ドラえもんのひみつ道具の1つ。
    - 嘘八百 - 2018年の日本映画。

  - ホント八百（ほんとはっぴゃく） - 東隆明著。天災人災からの復興についての随筆。ISBN 978-4-87657-005-8
  - アンサイクロペディアは、八百科事典。
- ISO 3166-1（JIS X 0304）国名コードの800は、ウガンダ。
- 国際電話番号の800は、国際フリーフォン。
  - アメリカ国内でも800は、着信課金サービス電話番号の1つ。通常は1-800-XXX-XXXX（Xは数字）とダイヤルされる。
- 800MHz帯は、およそ770MHzから960MHzの範囲の周波数帯。
- アメリカのSAT (大学進学適性試験)の各科目の満点は800点。
- Atari 800は、アタリのホームコンピュータ。
- IXY DIGITAL 800 ISは、キヤノンのデジタルカメラ。
- 800系 - 800系、800形の鉄道車両
- トヨタ・スポーツ800は、トヨタ自動車のスポーツカー。
- ホンダ・S800は、本田技研工業のスポーツカー。
- ユーノス800は、マツダの乗用車。
- ローバー・800は、イギリスのローバーの乗用車。
- 陸上競技種目
  - 800メートル競走
  - 800メートルリレー走
- 800は、川島誠の小説およびこれを原作とした廣木隆一監督の映画。
- MONGOL800は、ロックバンド。
- トランス・ワールド航空800便墜落事故は、1996年におきた航空事故。

## 801 から 899 までの整数

### 801 から 820
801 = 32 × 89、ハーシャッド数、やおいの語呂合わせ
802 = 2 × 401、8つの連続した素数の和 (83 + 89 + 97 + 101 + 103 + 107 + 109 + 113)、ノントーティエント
803 = 11 × 73、ハーシャッド数、3つの連続した素数の和 (263 + 269 + 271)、9つの連続した素数の和 (71 + 73 + 79 + 83 + 89 + 97 + 101 + 103 + 107)
804 = 22 × 3 × 67、ハーシャッド数、ノントーティエント
805 = 5 × 7 × 23、楔数
806 = 2 × 13 × 31、楔数、ノントーティエント、1945年8月6日ヒロシマのMMDD
807 = 3 × 269
808 = 23 × 101、7セグメントディスプレイでの表示で点対称な数である。
809 : 素数、31番目の双子素数(809, 811)、ソフィー・ジェルマン素数、陳素数、1945年8月9日ナガサキのMMDD
810 = 2 × 34 × 5、ハーシャッド数
811 = 53 + 73 + 73、 素数、数字を入れかえた181も素数、31番目の双子素数(809, 811)、陳素数、5つの連続した素数の和 (151 + 157 + 163 + 167 + 173)、JR九州811系電車
812 = 22 × 7 × 29 = 45 − 35 + 25 − 15 = 28 × 29 、28番目の矩形数
813 = 3 × 271 = 280 + 281 + 282 、JR九州813系電車
814 = 2 × 11 × 37、楔数、ノントーティエント
815 = 5 × 163、1945年8月6日ヒロシマの原爆爆発時刻のHHMM、終戦の日のMMDD、JR九州815系電車
816 = 24 × 3 × 17、16番目の三角錐数、ズッカーマン数
817 = 19 × 43、3つの連続した素数の和 (269 + 271 + 277)、JR九州817系電車
818 = 2 × 409、ノントーティエント
819 = 32 × 7 × 13 = 93 + 92 + 9 = 45 − 44 + 43 − 42 + 4 − 1、13番目の四角錐数 (819 = 12 + 22 +…+ 132) 、JR九州BEC819系電車
820 = 22 × 5 × 41 = 93 + 92 + 9 + 1 = 45 − 44 + 43 − 42 + 4 、40番目の三角数、ハーシャッド数

### 821 から 840
821 : 素数、32番目の双子素数(821, 823)、四つ子素数 (821、823、827、829)、数字を入れかえた281も素数
822 = 2 × 3 × 137、楔数、12個の連続した素数の和 (43 + 47 + 53 + 59 + 61 + 67 + 71 + 73 + 79 + 83 + 89 + 97) 
823 : 素数、32番目の双子素数(821, 823)、四つ子素数 (821、823、827、829)、数字を入れかえた283も素数
824 = 23 × 103、10個の連続した素数の和 (61 + 67 + 71 + 73 + 79 + 83 + 89 + 97 + 101 + 103)、ノントーティエント
825 = 3 × 52 × 11、スミス数、ハーシャッド数
826 = 2 × 7 × 59、楔数
827 : 素数、33番目の双子素数(827, 829)、四つ子素数 (821、823、827、829)、7つの連続した素数の和 (103 + 107 + 109 + 113 + 127 + 131 + 137)、陳素数
828 = 22 × 32 × 23、ハーシャッド数、7セグメントディスプレイでの表示で点対称な数である。
829 : 素数、33番目の双子素数(827, 829)、四つ子素数 (821、823、827、829)、3つの連続した素数の和 (271 + 277 + 281)、陳素数
830 = 2 × 5 × 83、楔数、4つの連続した素数の和 (197 + 199 + 211 + 223)、ノントーティエント
831 = 3 × 277、チャットなどでのスラングで「I love you」の意(8つのアルファベット、3つの単語、1つの意味から)。
832 = 26 × 13、ハーシャッド数
833 = 72 × 17
834 = 2 × 3 × 139、楔数、6つの連続した素数の和 (127 + 131 + 137 + 139 + 149 + 151)、ノントーティエント
835 = 5 × 167　
836 = 22 × 11 × 19、2番目の不思議数
837 = 33 × 31
838 = 2 × 419
839 : 素数、安全素数、陳素数、5つの連続した素数の和 (157 + 163 + 167 + 173 + 179)
840 = 23 × 3 × 5 × 7。13番目の高度合成数であり、約数を32個持つ。1 から 10 までの数のうち9 を除いて全ての数で割り切れる最小の数、ハーシャッド数、双子素数の和（419 + 421）

### 841 から 860
841 = 292 = 202 + 212 、29番目の平方数、3つの連続した素数の和 (277 + 281 + 283)、9つの連続した素数の和 (73 + 79 + 83 + 89 + 97 + 101 + 103 + 107 + 109)、中心つき四角数、中心つき七角数、中心つき八角数
842 = 2 × 421、ノントーティエント
843 = 3 × 281
844 = 22 × 211、ノントーティエント
845 = 5 × 132
846 = 2 × 32 × 47、8つの連続した素数の和 (89 + 97 + 101 + 103 + 107 + 109 + 113 + 127)、ノントーティエント、ハーシャッド数
847 = 7 × 112
848 = 24 × 53
849 = 3 × 283
850 = 2 × 52 × 17、ノントーティエント
851 = 23 × 37、エフエム大阪の略称
852 = 22 × 3 × 71、24番目の五角数、スミス数　「太鼓の達人」による「練習曲op.10-4」は852コンボ。
853 : 素数
854 =2 × 7 × 61、楔数、ノントーティエント
855 = 32 × 5 × 19
856 = 23 × 107、中心つき五角数
857 : 素数、34番目の双子素数(857, 859)、3つの連続した素数の和 (281 + 283 + 293)、陳素数、数字を入れかえた587も素数
858 = 2 × 3 × 11 × 13、日本プロ野球(NPB)全球団がレギュラーシーズンで行う全試合数(2015年以降)、7セグメントディスプレイでの表示で点対称な数である。
859 : 素数、34番目の双子素数(857, 859)
860 = 22 × 5 × 43、4つの連続した素数の和 (199 + 211 + 223 + 227)

### 861 から 880
861 = 3 × 7 × 41、41番目の三角数、21番目の六角数、楔数、スミス数 
862 = 2 × 431
863 : 素数、安全素数、陳素数、5つの連続した素数の和 (163 + 167 + 173 + 179 + 181)、7つの連続した素数の和 (107 + 109 + 113 + 127 + 131 + 137 + 139)、数字を入れかえた683も素数
864 = 25 × 33、双子素数の和 (431 + 433)、ハーシャッド数、6つの連続した素数の和 (131 + 137 + 139 + 149 + 151 + 157)
865 = 5 × 173
866 = 2 × 433 = 133 − 113 、ノントーティエント
867 = 3 × 172
868 = 22 × 7 × 31、ノントーティエント、プロ野球通算ホームラン数最高記録は868本（王貞治）
869 = 11 × 79、3つの連続した平方和（162 + 172 + 182）
870 = 2 × 3 × 5 × 29、29番目の矩形数、ハーシャッド数、10個の連続した素数の和 (67 + 71 + 73 + 79 + 83 + 89 + 97 + 101 + 103 + 107)、ノントーティエント
871 = 13 × 67
872 = 23 × 109、ノントーティエント
873 = 32 × 97 = 1! + 2! + 3! + 4! + 5! + 6!
874 = 2 × 19 × 23、19番目の七角数、楔数、最初の23個の素数の和、ノントーティエント、19を基としたとき最小のハーシャッド数
875 = 53 × 7
876 = 22 × 3 × 73
877 : 素数、ベル数、陳素数
878 = 2 × 439、ノントーティエント
879 = 3 × 293
880 = 24 × 5 × 11、ハーシャッド数

### 881 から 899
881 : 素数、35番目の双子素数(881, 883)、9つの連続した素数の和 (79 + 83 + 89 + 97 + 101 + 103 + 107 + 109 + 113)、陳素数
882 = 2 × 32 × 72、ハーシャッド数
883 : 素数、35番目の双子素数(881, 883)、3つの連続した素数の和 (283 + 293 + 307)
884 = 22 × 13 × 17
885 = 3 × 5 × 59、楔数
886 = 2 × 443
887 : 素数、安全素数、陳素数
888 = 23 × 3 × 37、8つの連続した素数の和 (97 + 101 + 103 + 107 + 109 + 113 + 127 + 131)、ハーシャッド数、7セグメントディスプレイでの表示で点対称な数である。
889 = 127 × 7 = 13 + 23 + 33 + 53 + 63 + 83 = (3−1/2)3 + (5−1/2)3 + (7−1/2)3 + (11−1/2)3 + (13−1/2)3 + (17−1/2)3
890 = 2 × 5 × 89 = 103 − 102 − 10、楔数、4つの連続した素数の和 (211 + 223 + 227 + 229)、ノントーティエント
891 = 34 × 11、5つの連続した素数の和 (167 + 173 + 179 + 181 + 191)
892 = 22 × 223、ノントーティエント
893 = 19 × 47、薬味の語呂合わせ、ヤクザ
894 = 2 × 3 × 149、楔数、ノントーティエント
895 = 5 × 179、スミス数
896 = 27 × 7、6つの連続した素数の和 (137 + 139 + 149 + 151 + 157 + 163)
897 = 3 × 13 × 23、楔数
898 = 2 × 449、ノントーティエント
899 = 29 × 31